# Proportionale Rückversicherung
Proportionale Rückversicherung ist im Versicherungswesen die Aufteilung jedes Schadens zwischen Erst- und Rückversicherer in einem festen Verhältnis.
Entsprechend wird zunächst die Bruttoprämie im gleichen Verhältnis aufgeteilt, zusätzlich vergütet der Rückversicherer dem Erstversicherer dann eine Rückversicherungsprovision. Diese ist in den Betriebskosten begründet, die beim Erstversicherer im Zusammenhang mit der Vertragsakquisition und -bearbeitung entstehen, stellt aber tatsächlich ein wichtiges, schadenverlaufsabhängiges Preisregulativ dar. Proportionale Rückversicherungsformen sind vergleichbar mit einer proportionalen Selbstbeteiligung in der Erstversicherung.

## Vertragsarten
- Quotenrückversicherung (Quota Share) ist die Beteiligung des Rückversicherers an allen Policen mit demselben festgelegten Prozentsatz, der Quote.
(100%ige Quotenrückversicherung wird als „fronting“ bezeichnet. Der Erstversicherer gibt das ihm angetragene Risiko zu 100 % an den Rückversicherer ab.)
- Die Summenexzedentenversicherung (Surplus) besteht darin, dass der Rückversicherer sich nur an denjenigen Policen beteiligt, deren Versicherungssumme oder PML (Probable Maximum Loss) einen bestimmten Selbstbehalt (Maximum) übersteigt. Der Anteil des Rückversicherers an Prämien und Schäden ermittelt sich aus dem Verhältnis des Anteils der rückgedeckten (das Maximum übersteigenden) Versicherungssumme zur gesamten Versicherungssumme.
- Quotenexzedent ist eine Kombination einer Quote mit einem Exzedenten – beide Reihenfolgen sind möglich.